# 28 février 1992
Le vendredi 28 février 1992 est le 59e jour de l'année 1992.

## Naissances
- Óscar González Brea, coureur cycliste espagnol
- Antonio Jakoliš, footballeur croate
- Christopher Muche, coureur cycliste allemand
- Ivan Teleguine, joueur professionnel russe de hockey sur glace
- Lin Yuping, footballeuse internationale chinoise
- Moon Mi-ra, footballeuse sud-coréenne
- Niko Goodrum, joueur professionnel américain de baseball
- Rémi Desbonnet, handballeur français

## Décès
- Bert Wilson (né le 17 octobre 1949), joueur canadien de hockey sur glace
- Bolesław Orliński (né le 13 avril 1899), aviateur polonais

## Événements
- Découverte des astéroïdes (32827) 1992 DF1 et (9871) Jeon
- Le Conseil de sécurité des Nations unies décide l'envoi de 22 000 casques bleus au Cambodge pour le maintien de la paix.
- Création du drapeau de la république serbe de Bosnie
- Création de l'association Paysages de France
- Fin de la république populaire du Kampuchéa
- Sortie du jeu vidéo Super Probotector: Alien Rebels